# Timonius diffusus
Timonius diffusus är en måreväxtart som beskrevs av Henry Nicholas Ridley. Timonius diffusus ingår i släktet Timonius och familjen måreväxter. Inga underarter finns listade i Catalogue of Life.